# Sentier de grande randonnée 532
Le sentier de grande randonnée 532 (GR 532) est comme le GR 53 et le GR 531 un parcours majoritairement alsacien parmi les sept GR du Massif des Vosges. Contrairement aux deux autres précédemment cités, il fait une très brève incursion dans les pays de Bitche, Phalsbourg et Dabo dans le département de la Moselle en Lorraine et finit sa course par ses derniers kilomètres dans le Territoire de Belfort. Le GR 532 part de Wœrth dans le Bas-Rhin pour se terminer dans la ville de Belfort. Son balisage est un rectangle jaune.
Le GR 532 traverse le Parc naturel régional des Vosges du Nord et le Parc naturel régional des Ballons des Vosges. Il ne suit pas autant les crêtes principales que le GR 531. Il fait ainsi de nombreuses boucles dans le massif oriental en traversant toutes les vallées alsaciennes majeures : Bruche, Giessen, Lièpvrette, Weiss, Fecht et Thur. Cet itinéraire qui passe d’une vallée à une autre pour longer ou couper les massifs accentue les dénivelés ; en particulier dans massif du Grand Ballon et du Rossberg avec deux fois 700 m de dénivelé sur une courte distance. L’effet de contraste s’en trouve majoré car le randonneur pourra comparer les vastes forêts du nord, les massifs déboisés du centre, la plaine alsacienne et finalement la montée aux crêtes. Suivant la période à laquelle le marcheur empruntera ce GR, le climat renforcera l’impression de contraste entre la plaine et les hautes chaumes dans le brouillard ou les nuages.

## Description

### Repères géographiques
Les plus hauts sommets du GR 532 sont :
- le Klintzkopf 1 330 m ;
- le Langenfeldkopf 1 290 m ;
- le Petit Ballon 1 272 m ;
- la Tête des Immerlins 1 215 m ;
- le Bessayfels  1 049 m ;
- le Climont 657 m pour les Moyennes Vosges ;
- le Kuhbergkopf 597 m pour les Basses Vosges.

Le GR 532 longe ou croise les vallées ou vallons suivants du nord au sud :
- Vallée de la Sauer ;
- Vallée du Steinbach ;
- Vallée du Falkensteinerbach ;
- Vallée de la Zinsel du Nord ;
- Vallée de la Moder ;
- Vallon du Rehbach ;
- Vallée de la Zinsel du Sud ;
- Vallon du Nesselbach ;
- Vallée de la Zorn ;
- Vallée de la Hasel ;
- Vallée de la Bruche ;
- Vallée du Giessen ;
- Vallée de la Lièpvrette ;
- Vallée de la Weiss ;
- Vallée de la Fecht ;
- Vallée de la Thur.

Les principaux massifs traversés sont le :
- Massif du Schneeberg ;
- Massif du Champ du Feu ;
- Massif du Donon ;
- Massif du Climont ;
- Massif du Brézouard ;
- Massif du Lac Blanc ;
- Massif du Petit Ballon ;
- Massif du Markstein ;
- Massif du Rossberg ;
- Massif des Vosges Belfortaines.

Les lieux majeurs d’intersection entre d’autres sentiers GR et le GR 532 sont :
- Wissembourg avec le GR 53 ;
- Lembach avec le GR 531 ;
- Lichtenberg avec le GR 53 ;
- La Petite-Pierre avec le GR 531 et le GR 53 ;
- Nideck avec le GR 531 ;
- Urmatt avec le GR 531 ;
- Steinkoefel avec le GR 5 ;
- Climont avec le GR 531 ;
- Lac Blanc avec le GR 5 et le GR 531 ;
- Grand Ballon avec le GR 5 ;
- Masevaux avec le GR 5 et le GR 531.

### Intérêt géographique et historique
Le GR 532 permet la découverte des trois grandes parties du massif vosgien : le piémont, les Vosges du Nord, les Basses Vosges et les Hautes Vosges ; le randonneur découvre ainsi les faciès très typés de ces massifs dont la roche-mère marque très sensiblement les paysages et la forme des vallées. Contrairement au GR 531, il opère une incursion aux portes de Colmar, dans la plaine alsacienne
Au nord, le massif vosgien cumule les vallées en V avec une très faible altitude. Le fort taux de boisement et la très faible densité de population de cette région font que le randonneur peut s'isoler assez longtemps dans le calme des forêts de hêtres et de pins ponctués de ruines de châteaux forts et de rochers de grès rose. Les distances entre agglomérations sont grandes. On trouvera plus de hameaux et d’écarts. Le GR 532 parcours en Moselle, la Réserve Naturelle National des Rochers et Tourbière du Pays de Bitche.
Les Basses Vosges également gréseuses ont le même aspect global, mais l’altitude est plus élevée. Dès lors, au-dessus de 500 m, le sapin pectiné redevient endémique et les forêts mixtes sont à l’avantage des conifères. L’impression globale de vallées entaillées avec des pentes raides et rocheuses est plus prononcée que dans la partie nord.
Les Hautes-Vosges cristallines se caractérisent par un paysage plus ouvert dû aux vallées en auge,. De même, l’altitude plus élevée offre de nombreux points de vue aux marcheurs.
La randonnée permet également de découvrir l’estive et les alpages des chaumes dotés de nombreuses fermes-auberges.
Le GR 532 permet aux randonneurs de traverser les pays de langue almanique au nord (Francique et Alsacien) puis les pays de langue romane de l’Alsace  depuis Urmatt-Lutzelhouse jusqu’à Labaroche.  Quand on marche sur le sentier du nord au sud, on a sur sa gauche à partir de La Broque la vallée de la Bruche, puis le Val de Villé. À partir de la Lièpvrette, on a sur sa droite le Val d'Argent célèbre pour ses mines et en outre sa mixité culturelle, parfois conflictuelle entre Lorrains et Alsaciens, francophones et germanophones de Saxe. Après le Lac Blanc, le marcheur découvre à l'Ouest le massif d’Orbey qui débouche sur Labaroche. Les terres dialectales alsaciennes s'étendent alors de Turckheim, jusqu’à Rougemont-le-Château, village de tradition francophone.
D’un point de vue historique, le sentier GR 532 permet de traverser d’anciens états du Saint-Empire romain germanique comme le comté de Hanau-Lichtenberg, le comté de Deux-Ponts-Bitche, le comté de la Petite-Pierre, le comté de Dabo, le Ban de la Roche et la Principauté de Salm-Salm et de passer aussi dans les villes libres impériales (Turckheim et Munster-Val Saint-Grégoire) ou de l’Autriche antérieure au sud. De nombreuses ruines de châteaux forts jalonnent le circuit. Ces vestiges témoignent de l’âge d’or médiéval alsacien.

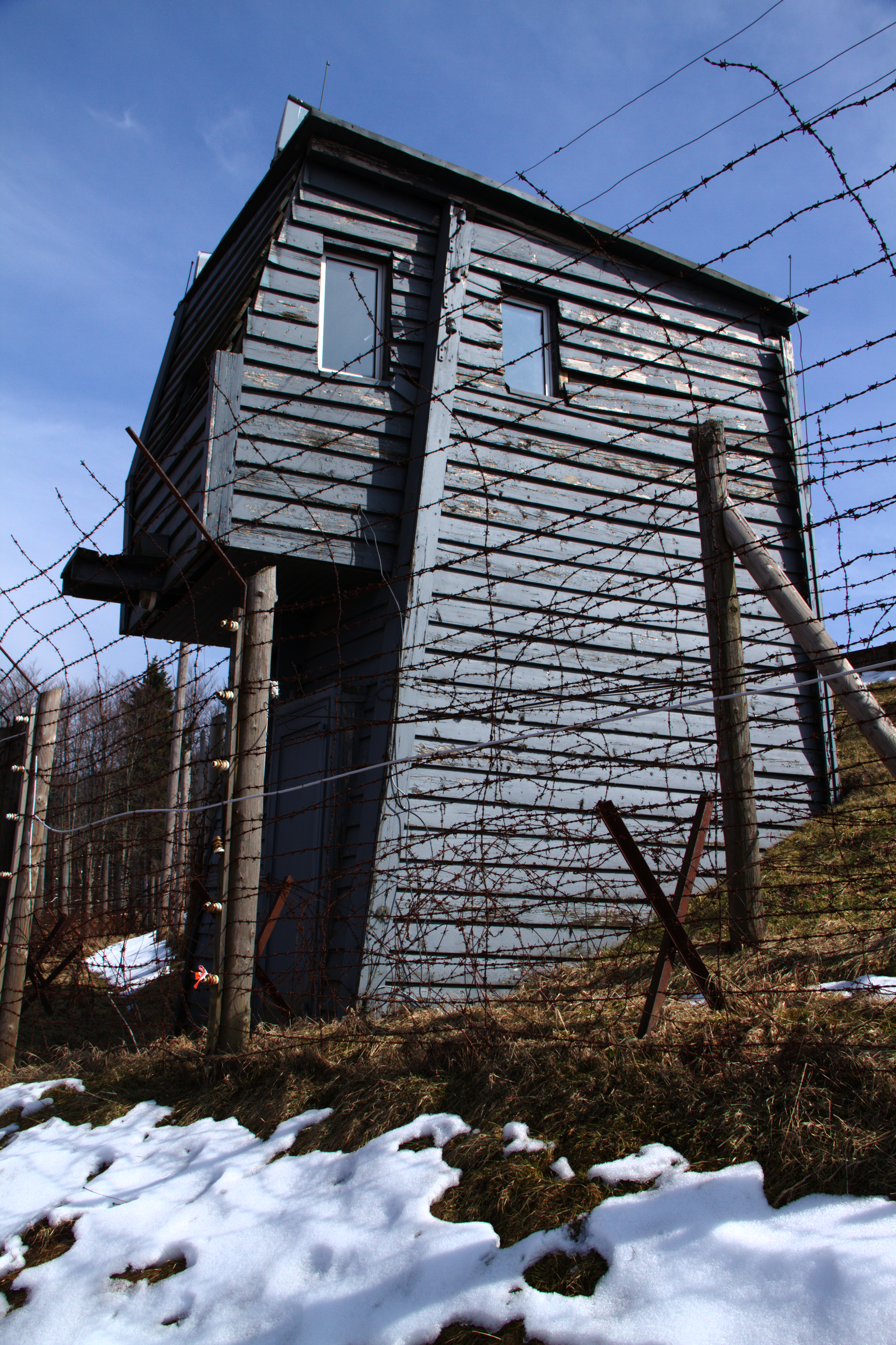
Camp de concentration de Natzweiler-Struthof.
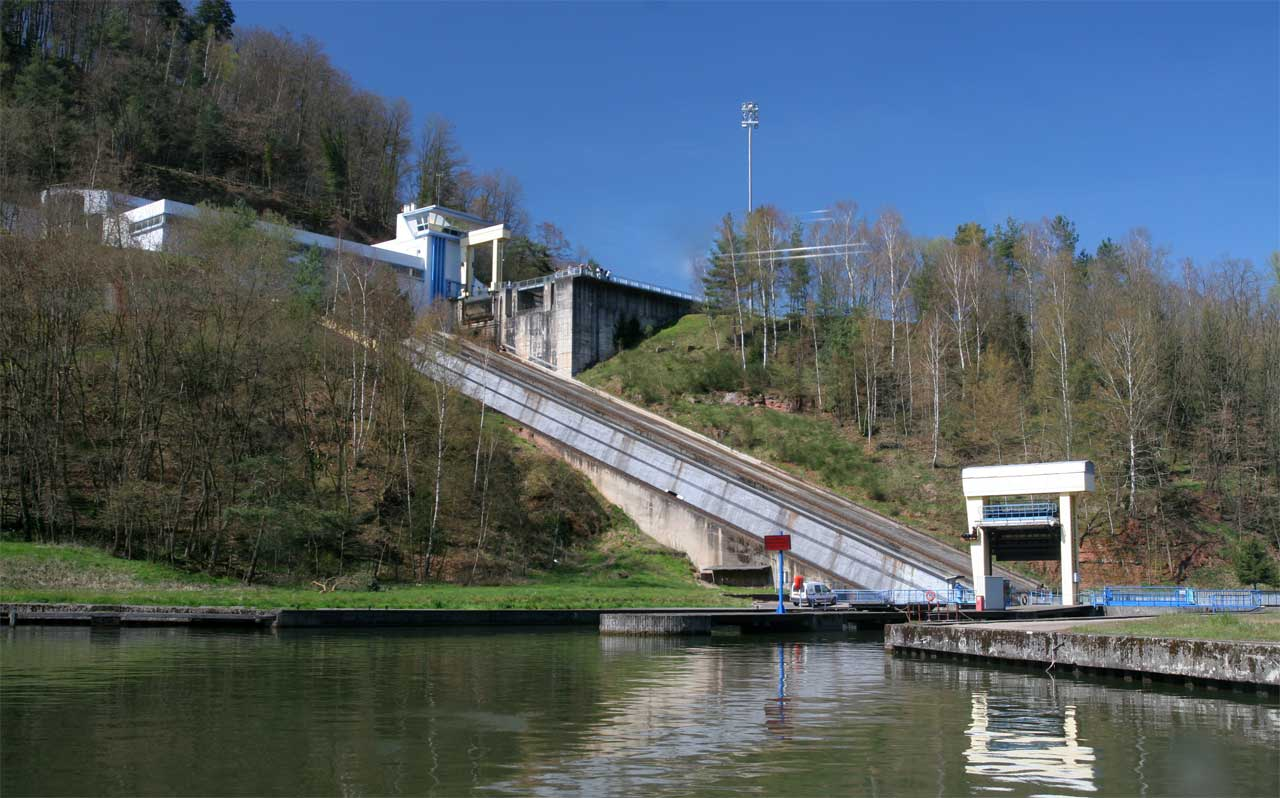
Plan incliné de Saint-Louis-Arzviller.
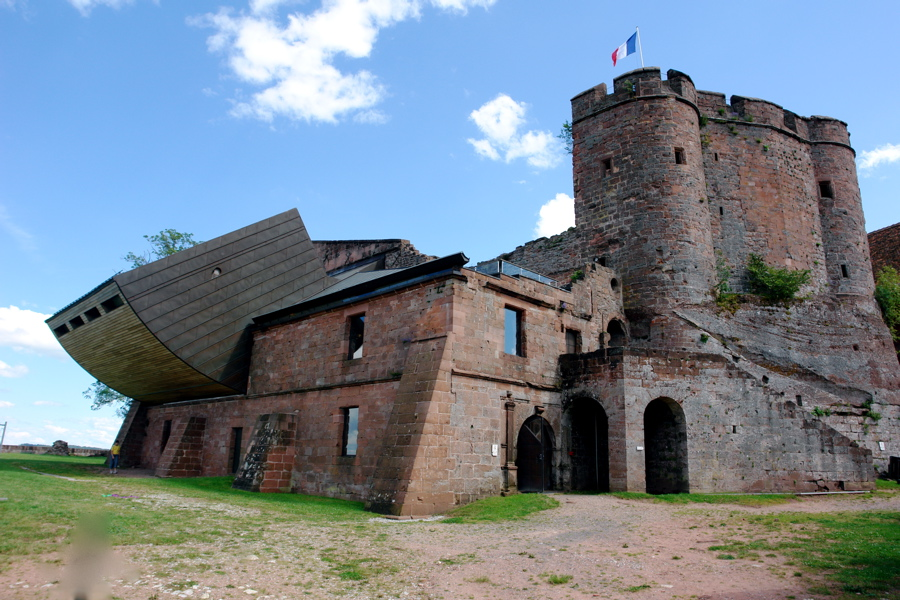
Château de Lichtenberg.
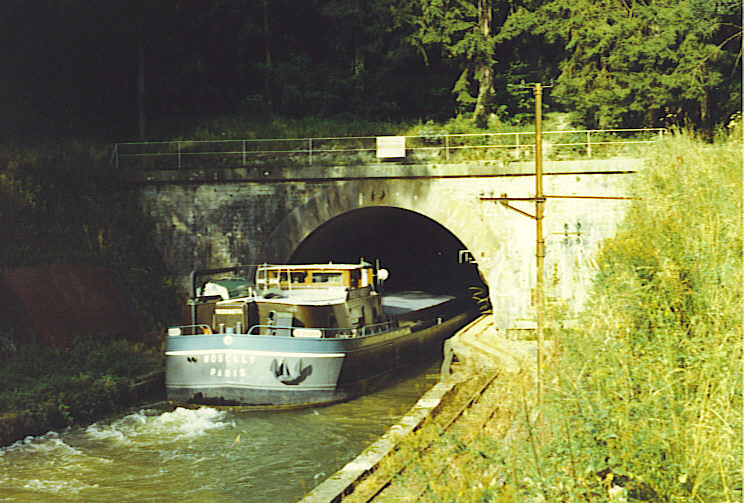
Tunnel Marne au Rhin.
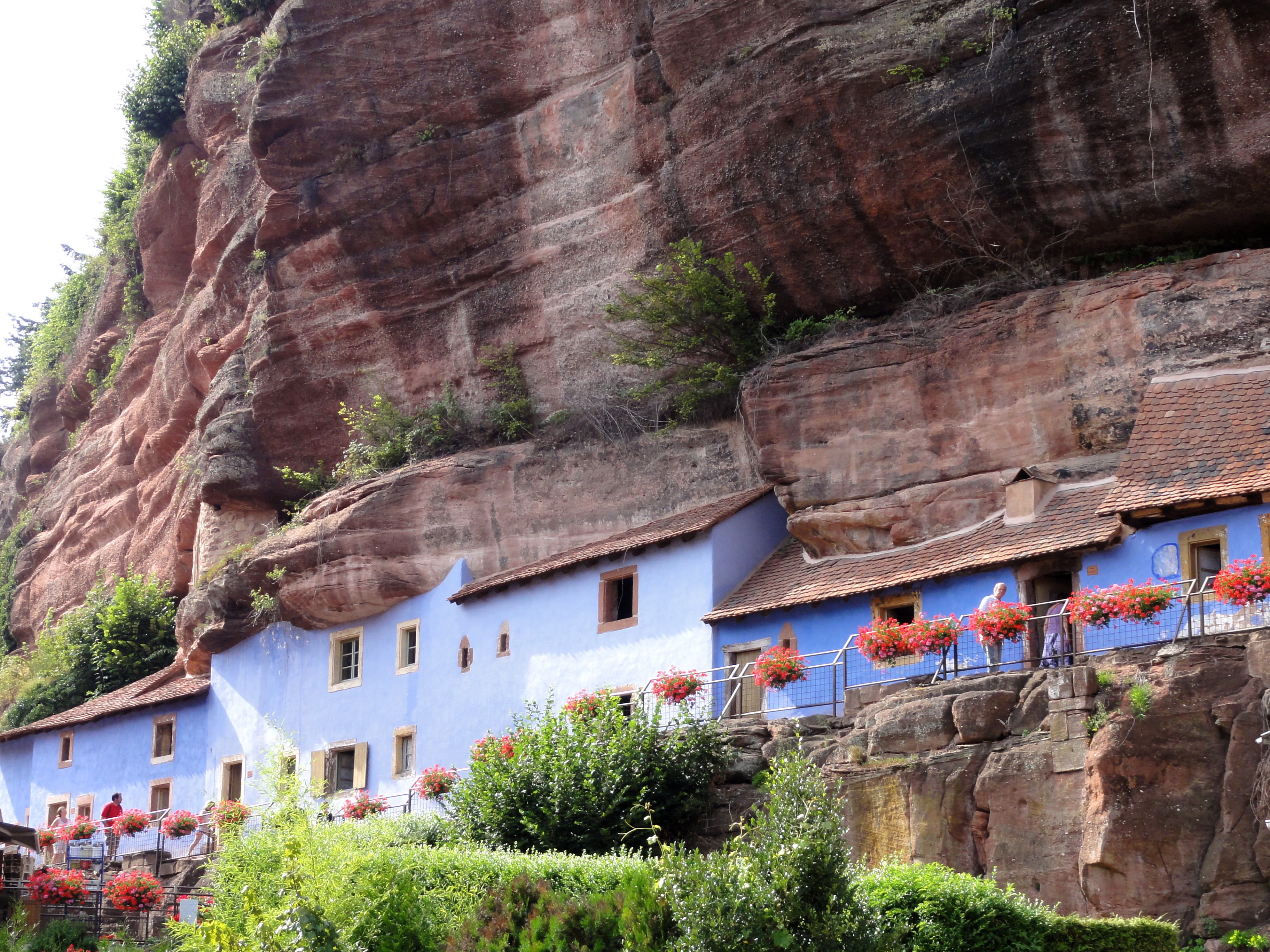
Maison des Rochers de Graufthal.
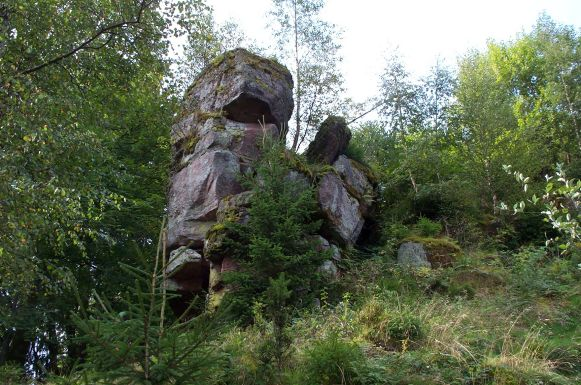
Château de Salm (ruine).
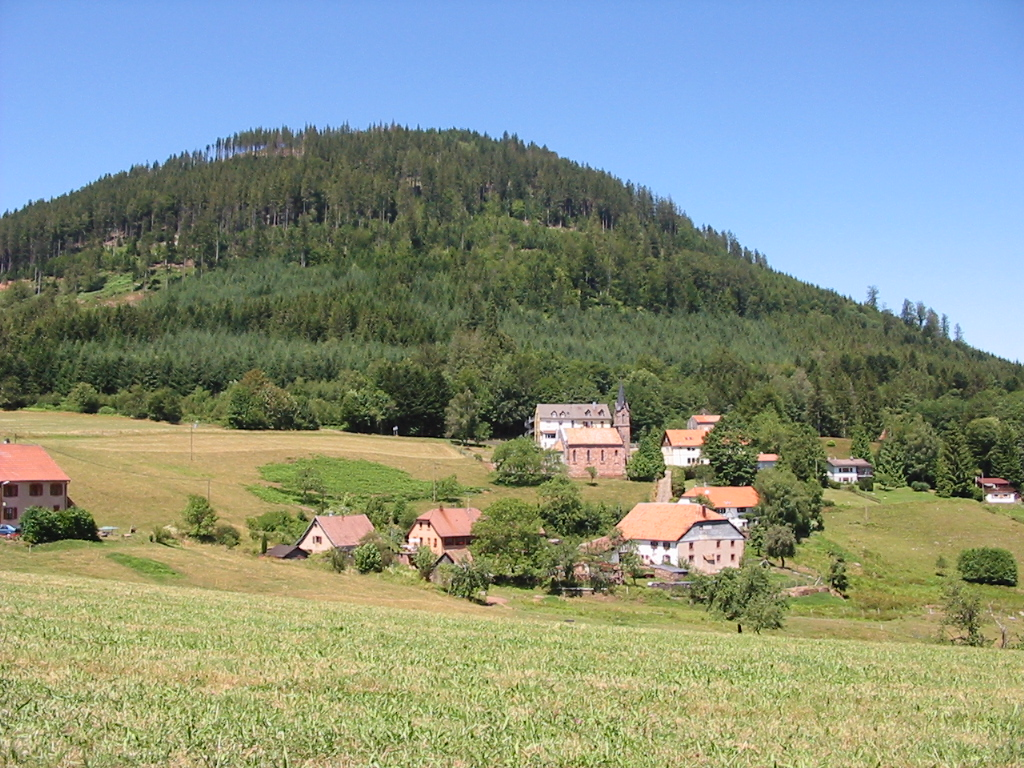
Le Climont.
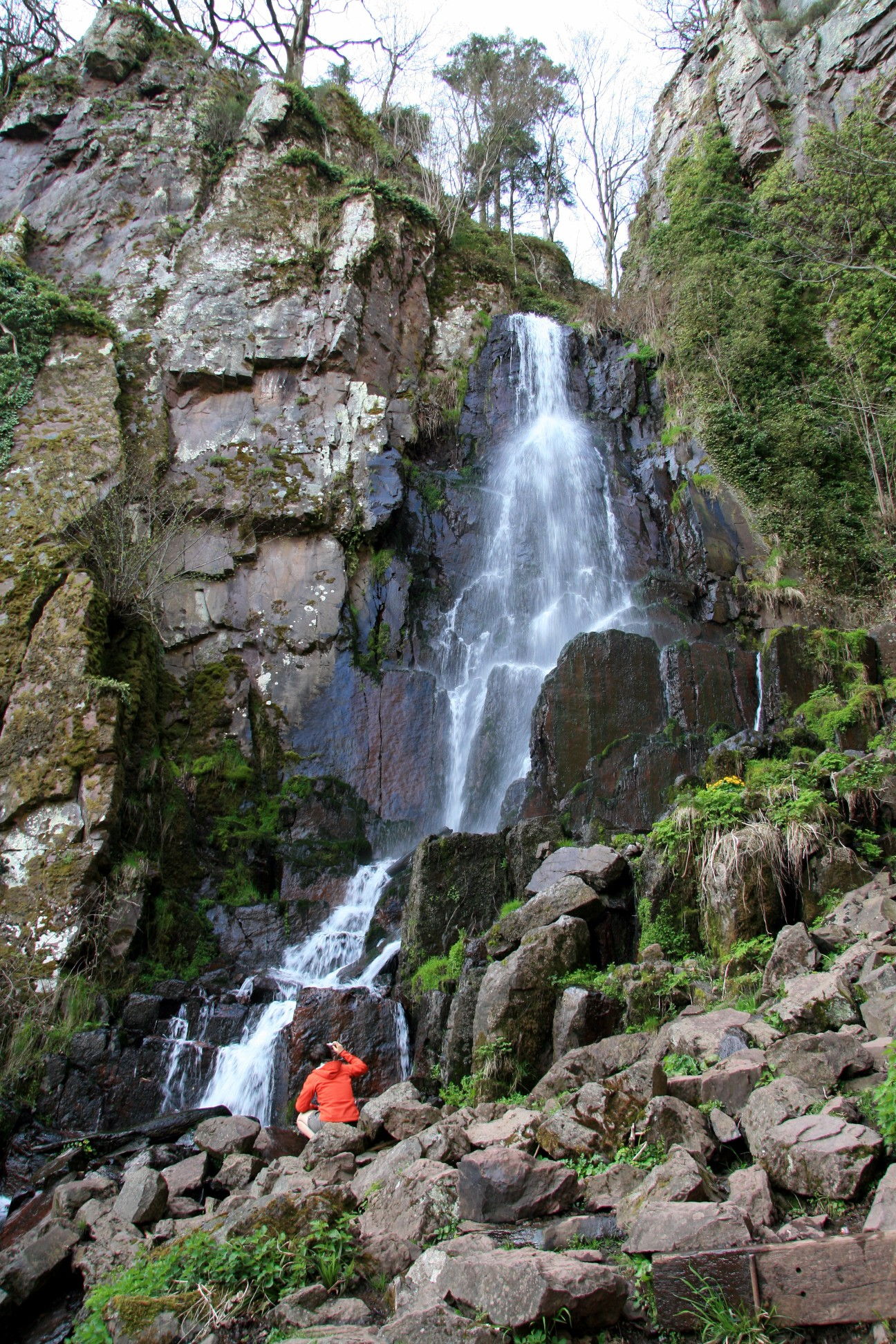
Cascade du Nideck.
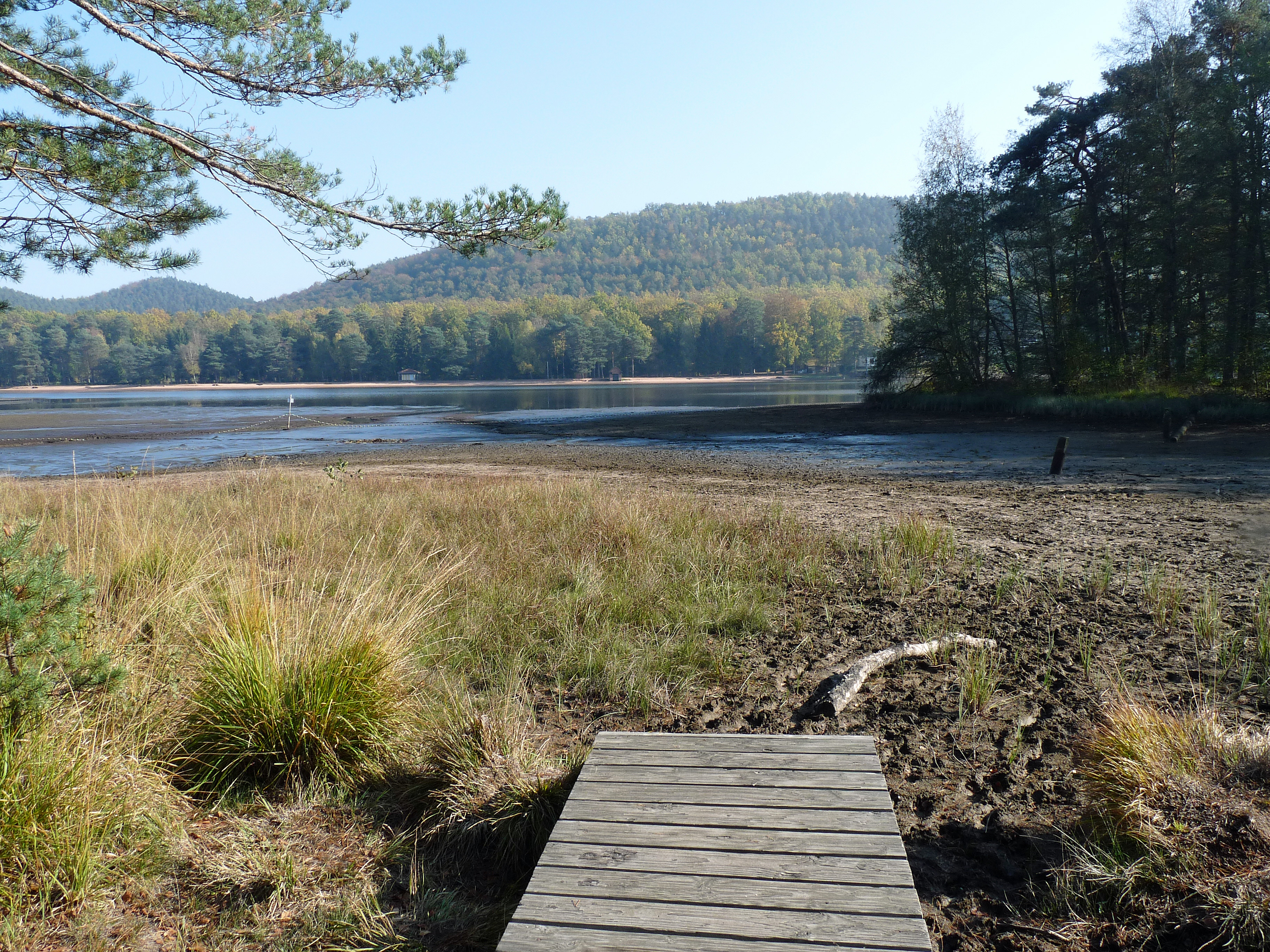
Étang de Hanau.
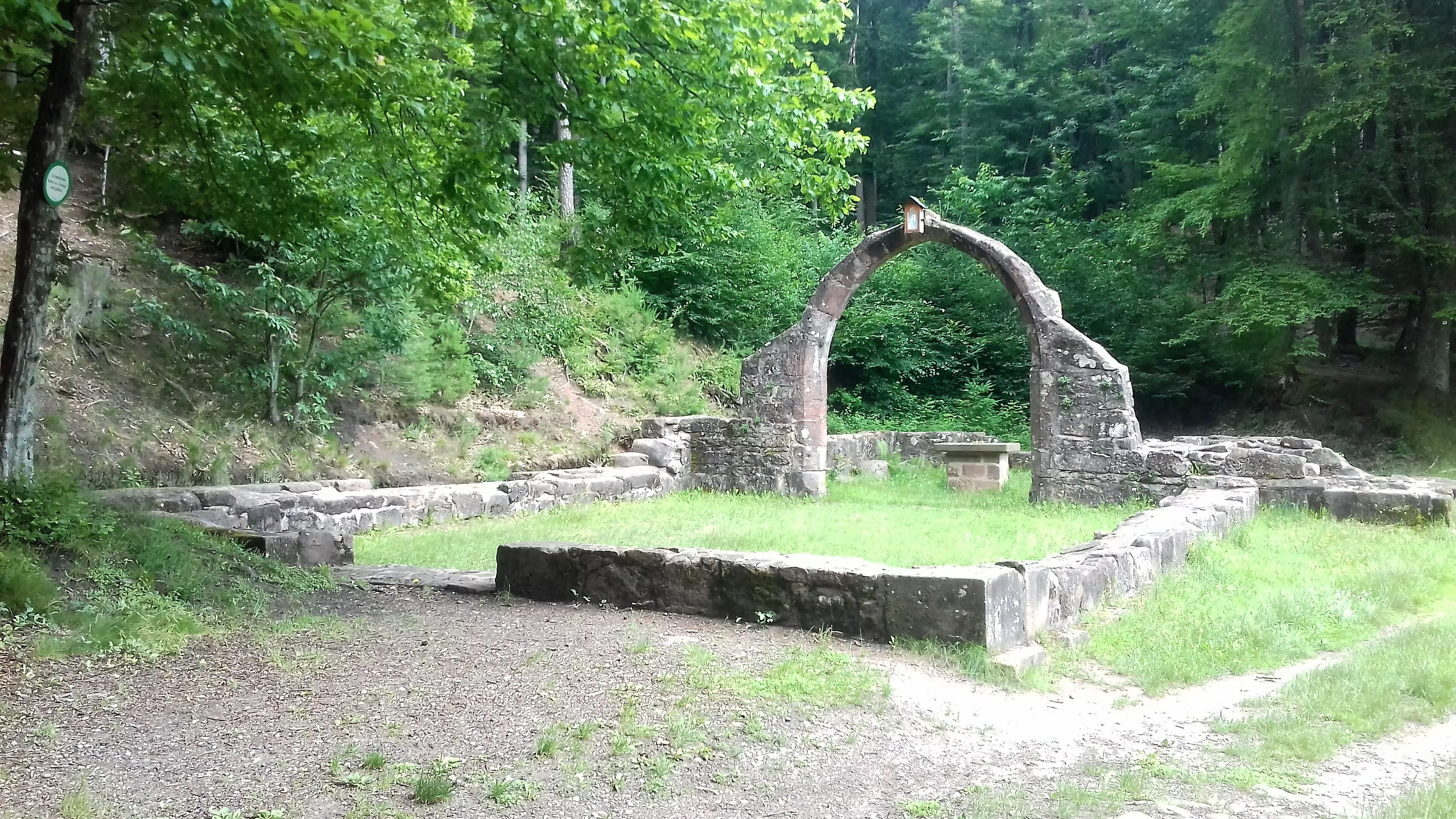
Ruine de la chapelle de Climbach.
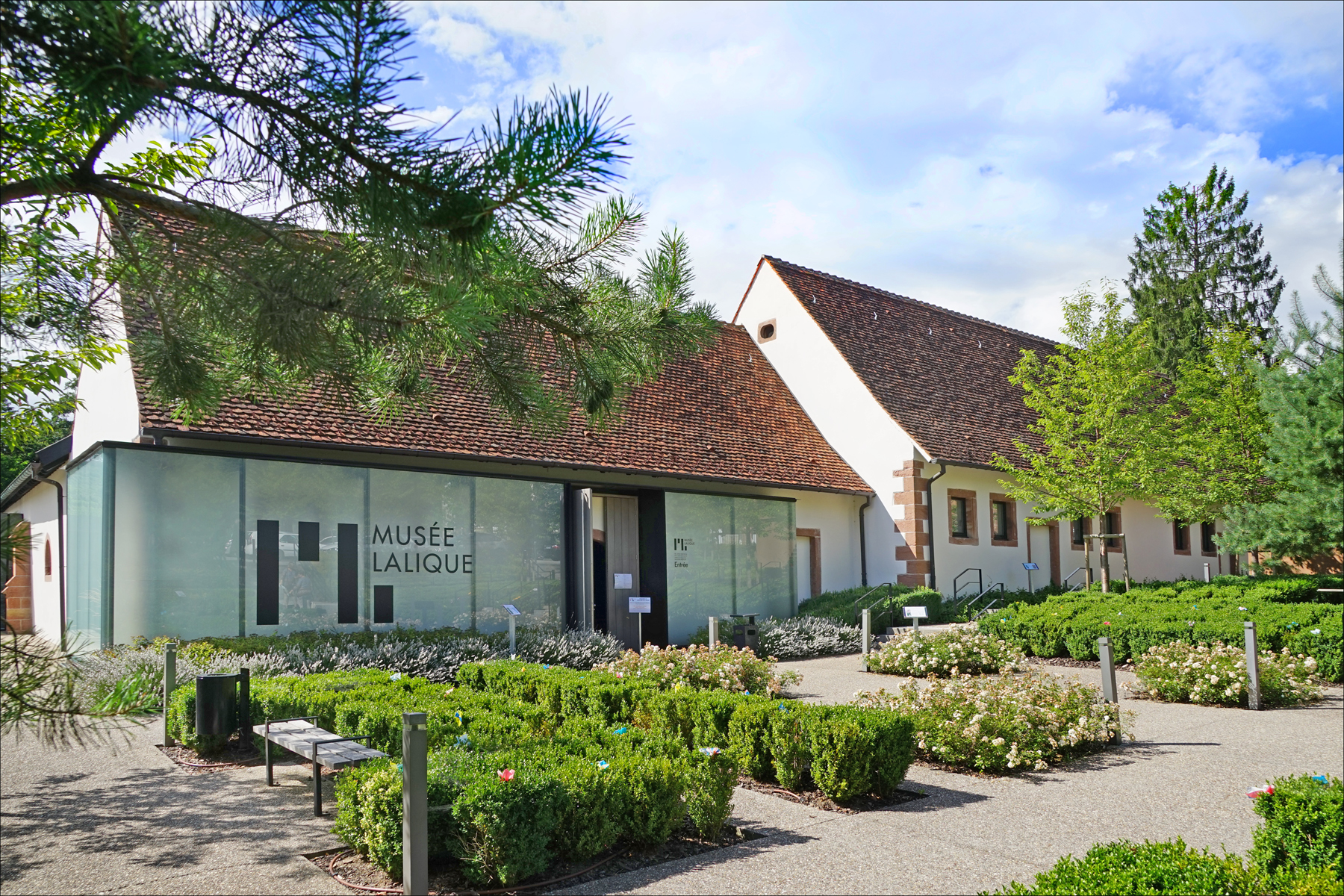
Le Musée Lalique.

## Itinéraire

### Piémont et Vosges du Nord

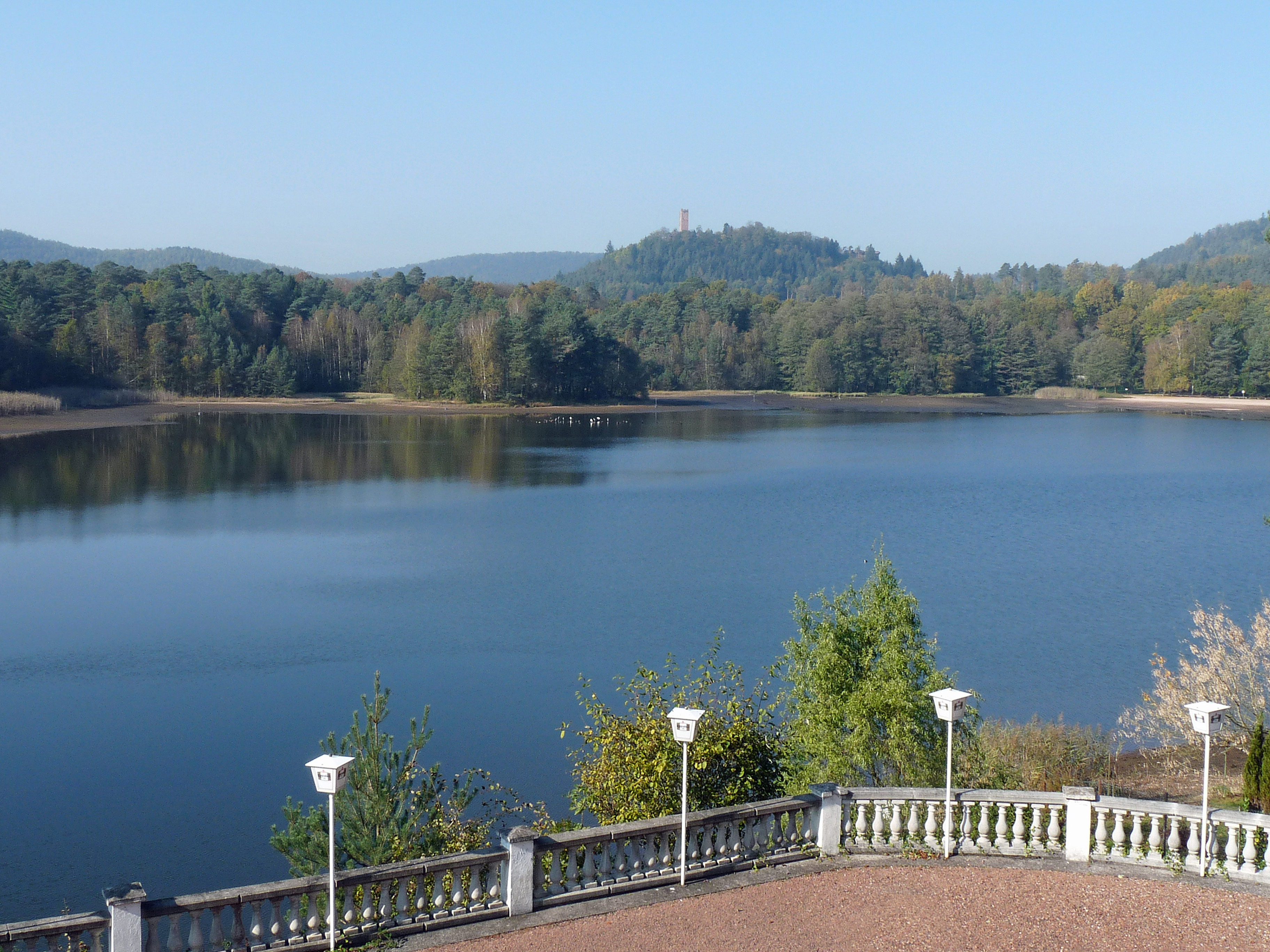
Étang de Hanau.

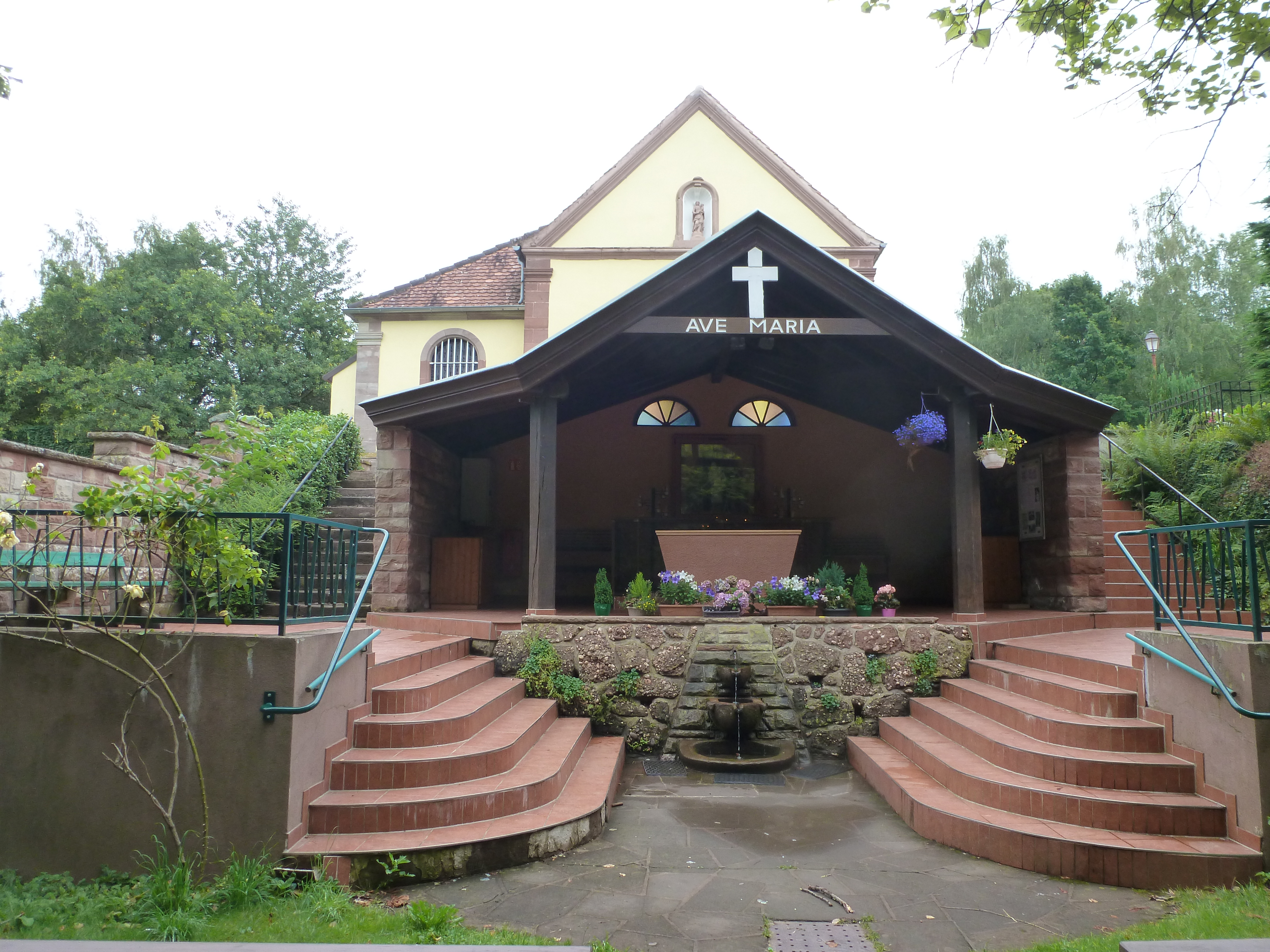
Bonne-Fontaine, pèlerinage franciscain.

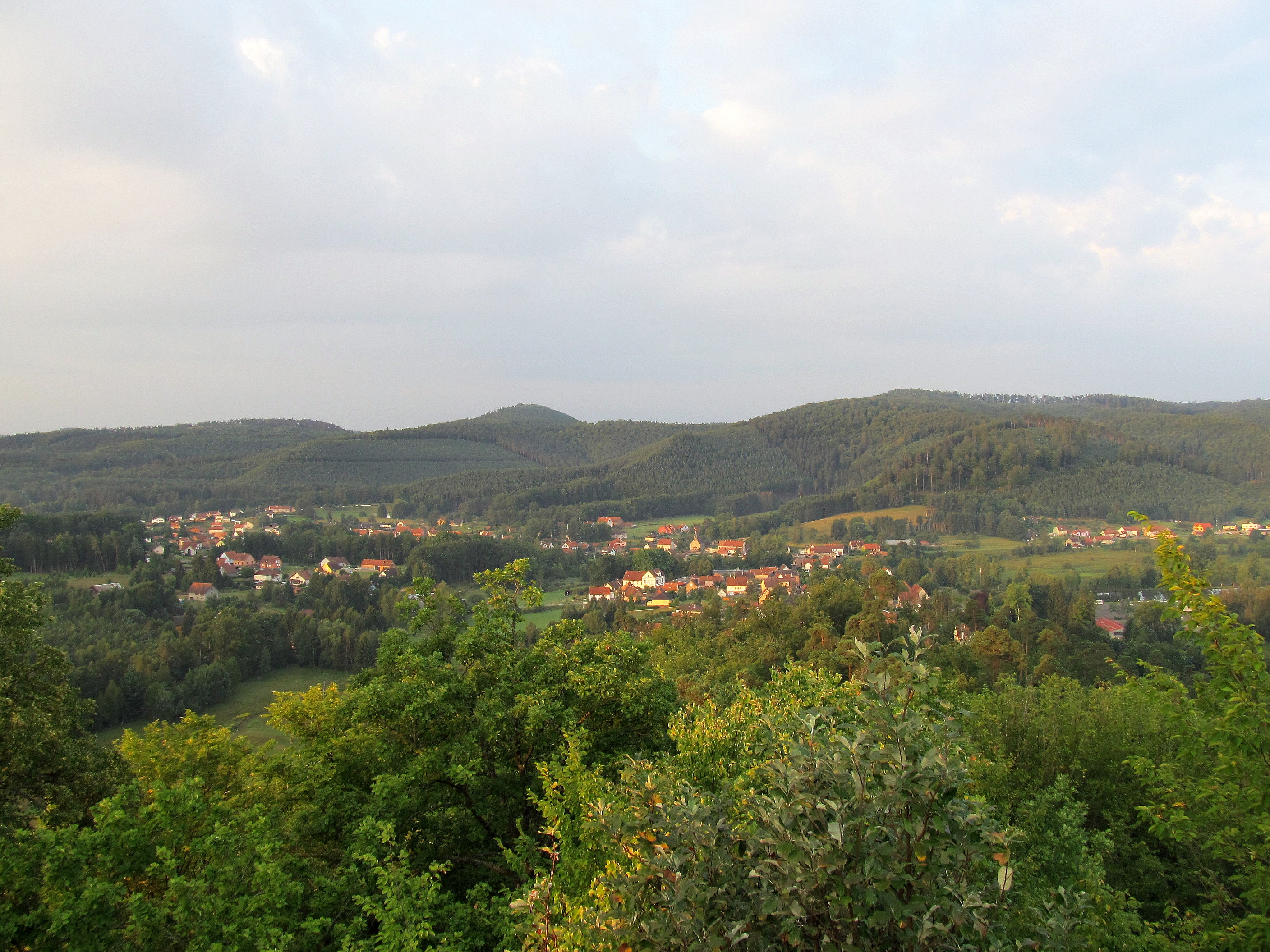
Baerenthal.

🚄 Wissembourg 158 m 🌳 Début du Parc naturel régional  des Vosges du Nord
 Weiler 166 m
 Col de Birkenthal 431 m
  Col du Pigeonnier 432 m
 Chapelle de Climbronn, fontaine et Fenêtre de Paysage proche Climbach 387 m
 Col du Pfaffenschlick 371 m
  Chemin des Cimes 388 m
  Soultzerkopf 480 m
 Liebfrauenberg 295 m
 Lembach 193 m
 Disteldorf 349 m
 Col de la Hohwart 389 m
 Niedersteinbach 227 m
 Obersteinbach 236 m
 Lutzelhardt 331 m
 Étangs de Welschkobert (Réserve interdiction de se baigner)
 Hardt (Sturzelbronn) 253 m
 Col de la Rondelle 365 m
 Étang de l'Erbsenweiher (Réserve interdiction de se baigner)
 Erbsenfelsen 320 m  (Réserve interdiction de s'approcher)
  Château de Waldeck 320 m
 Étang de Hanau 245 m  (Réserve - baignade restreinte au camping)
 Vallée du Falkensteinerbach 219 m
 Col du Petit Dunkelthal 299 m
  Ramstein 277 m
 Baerenthal 213 m
 Étang de Ramstein (baignade possible)
 Wolfskaul 360 m
 Col Zollhaeusel 350 m
 Reipertswiller 234 m
   Lichtenberg 345 m
 🚄 Wingen-sur-Moder 212 m
 Rocher de Zittersheim 380 m
   La Petite-Pierre 339 m
 Rocher Blanc 328 m
 Graufthal 202 m
 Oberhof 194 m
 Rocher de la Bande Noire 218 m
🌳 Fin du Parc naturel régional  des Vosges du Nord
 Bonne-Fontaine, pèlerinage

### Partie des Basses-Vosges

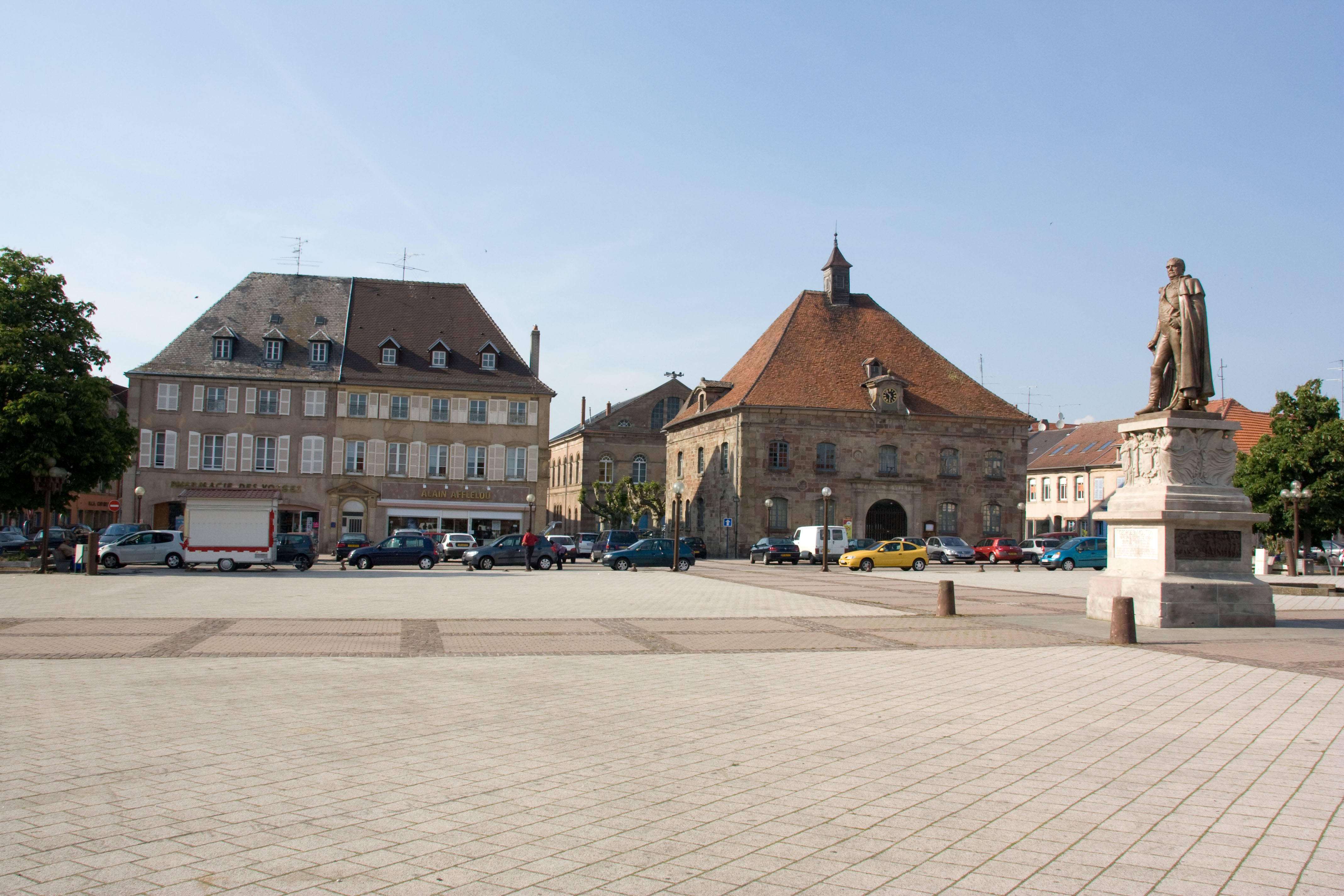
Phalsbourg.

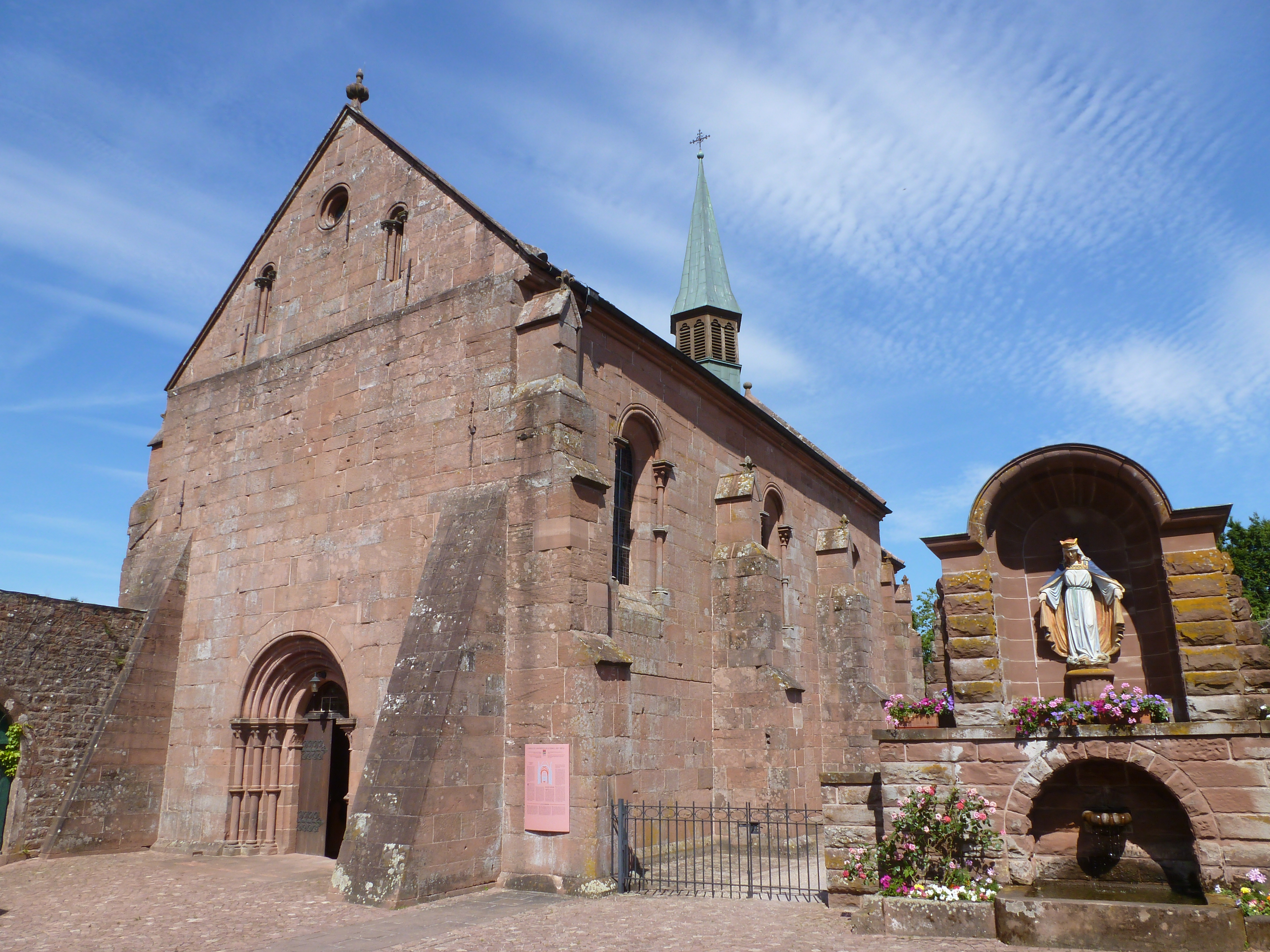
Obersteigen.

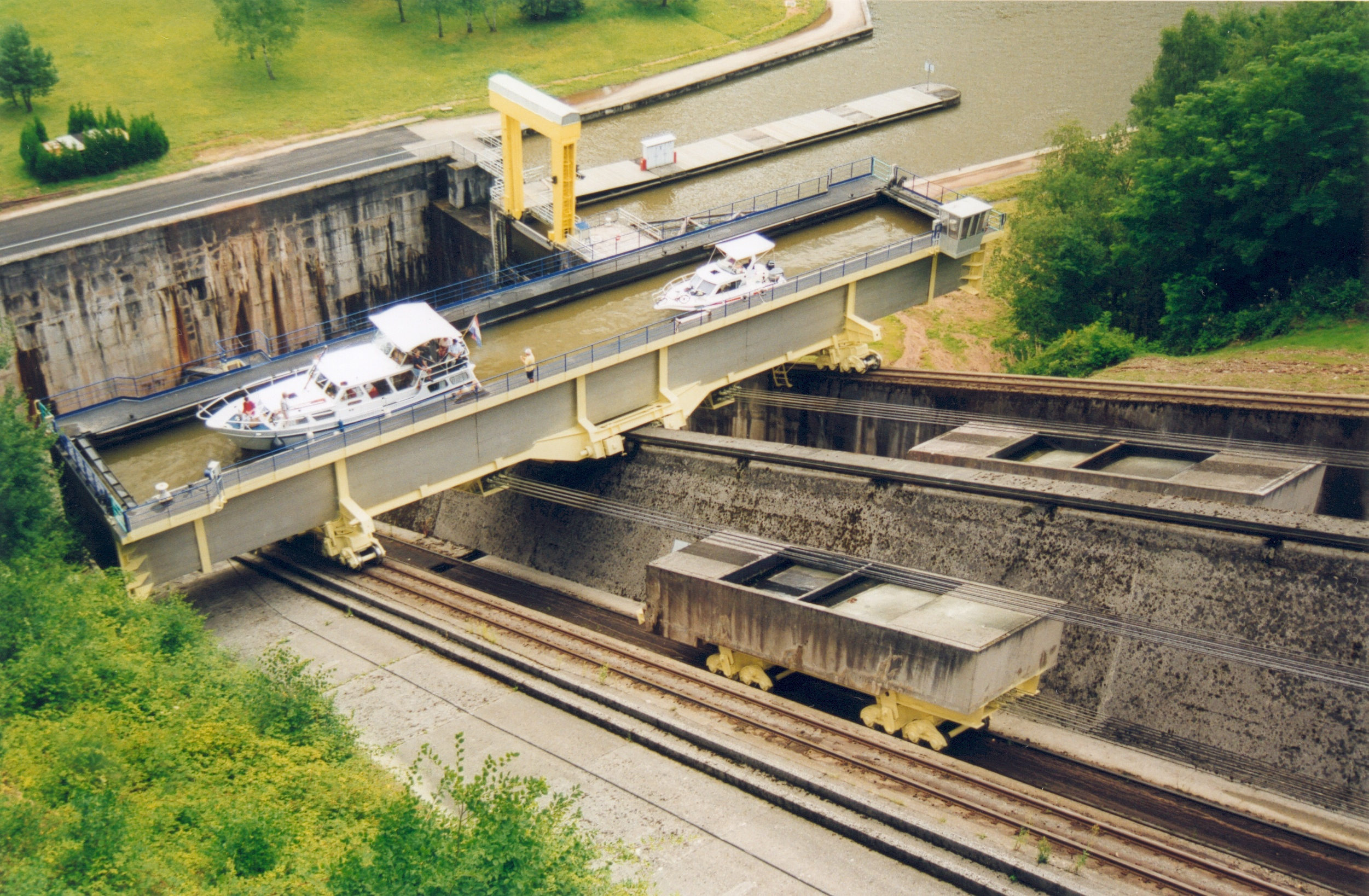
Plan incliné – Vallée des éclusiers.

Phalsbourg 328 m
 Rocher du Krappenfels
 Canal et vallée de la Zorn
 Sentier des éclusiers
 Rocher du Calice
 Hellert 494 m
  Kuhbergkopf 597 m
 La Hoube 625 m
 Obersteigen 394 m
 Engenthal-le-Haut 490 m
 Carrefour des Pandours 661 m
  Nideck
  🚄 Urmatt 236 m

### Vallée de la Bruche, Val de Villé et Val d’Argent
Hahnenberg 646 m
 Piton du Falkenstein 648 m
 Schwarzbachthal
 Camp de concentration de Natzweiler-Struthof 699 m
 🚄 Schirmeck 321 m
 Fréconrupt 609 m
 Salm 634 m
 Château de Salm 841 m
 Col du Hantz 637 m
 Saulxures 507 m
 Bourg-Bruche
   Climont 657 m
 Blanc Noyer 658 m
 Grand Honel 623 m
 Col du Banc du Forestier 453 m
 Villé 288 m
 Breitenau 344 m
 Roche des Fées 777 m
 Schlossberg 703 m
🌳 Début du Parc naturel régional des Ballon des Vosges
 Chalmont 702 m
 Lièpvre 242 m
 Rocher des Reptiles 945 m
 Refuge Club vosgien
 Tertre de la Fille Morte 961 m

### Le pays d’Orbey et de Munster
Le Bonhomme 635 m
 Cimetière national de la Tête des Faux
 Tête des Immerlins 1 215 m
  Col du Calvaire 1 145 m
  Lac Blanc 1 054 m
 Lac Noir 954 m
 Col du Wettstein 882 m
  Schratzmaennele 976 m Monument 1914-18, proche du mémorial du Linge
 Croix de Wihr 893 m sous Grand Hohnack 976 m
 Abri Club vosgien
 Les Trois-Épis 659 m Ancienne abbaye
 Turckheim 254 m Ancienne ville libre d'Empire
 Hohlandsbourg 644 m
 Col du Haut-de-Marbach 706 m
 Schrankenfels 783 m
 Col Wolfsgrube 761 m
 Col de Firstplan 722 m
 Col de Boenlesgrab 865 m
  Le Petit Ballon 1 272 m
 Col de Hilsenfirst 1 121 m
 Le Langenfeldkopf 1 290 m
 Col de Lauchen 1 195 m
 Le Klintzkopf 1 330 m
 Lac de la Lauch 942 m

### Massif du Grand Ballon
Hundsrucken 1 177 m
 Ferme-auberge le Haag 1 233 m sous Grand Ballon
 Bessayfels 1 049 m
 Haberkopf 872 m
  La vue des Alpes 771 m
 🚄 Saint-Amarin 438 m

### Massif du Rossberg et Vosges belfortaines

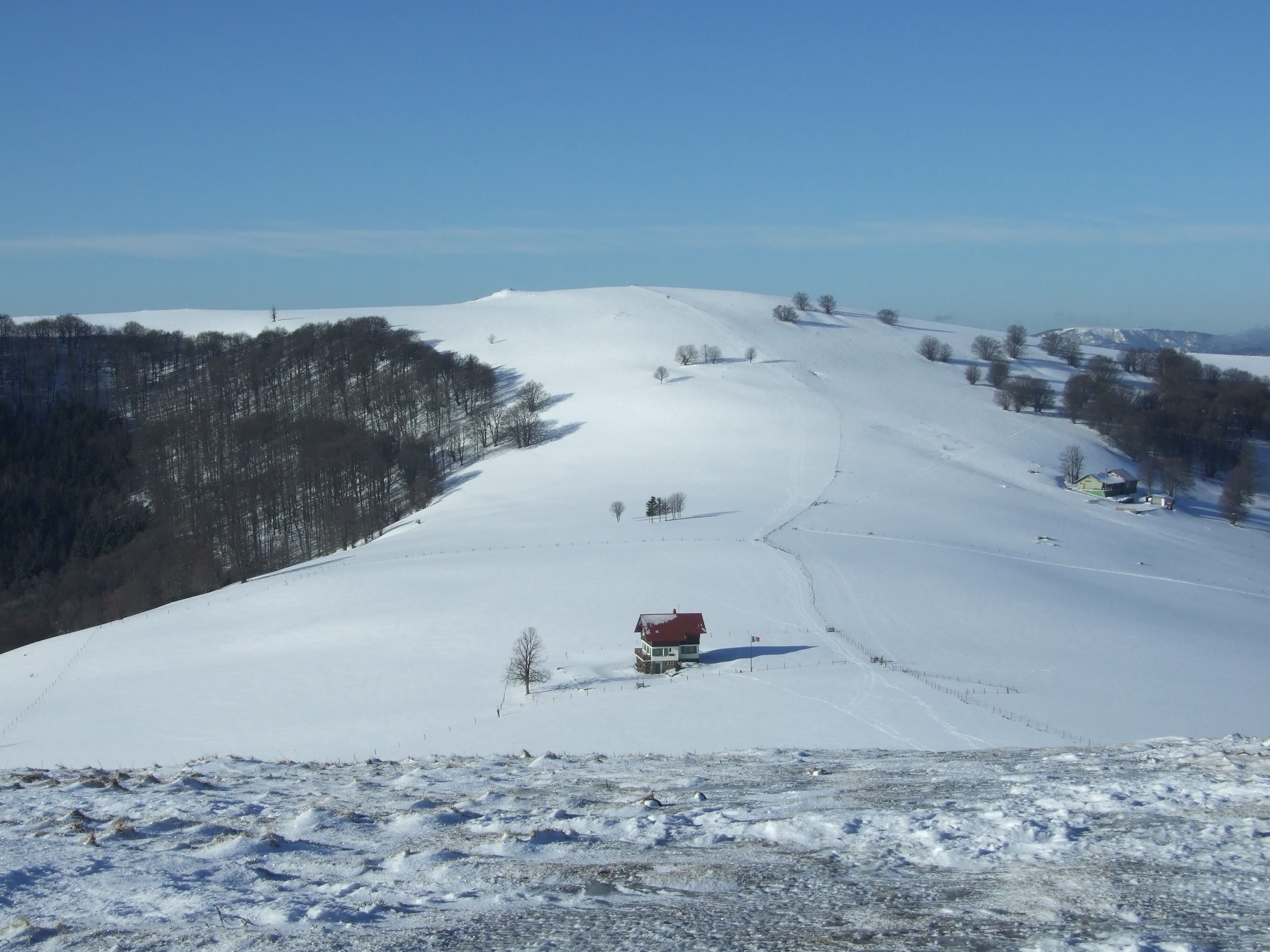
Le Rossberg et sa chaume en hiver.

Col des Dreimarkstein 756 m Oratoire
 Ferme-auberge du Bellackerkopf 1 042 m
 Sattelhutte-sous-Rossberg 1 191 m
 Masevaux
 Rougemont-le-Château
🌳 Fin du Parc naturel régional des Ballon des Vosges
  🚄 Belfort

## Confusion possible avec le rectangle jaune du Pays de Saint-Dié
L'observation des cartes de randonnée du Club vosgien indique qu'un autre balisage rectangle jaune côtoie des autres rectangles. En réalité seul le GR 533 passe à Saint-Dié-des-Vosges. Les autres rectangles sont d’un usage propre à la section déodatienne de ce club.
Ce circuit déodatien balisé rectangle jaune est accessible en quittant le GR 532 à Bourg-Bruche, situé à moins de 3 km de Saales. Au col de Saales, il convient de suivre le balisage qui mène au massif de l’Ormont et au Kemberg dans lequel de nombreux rochers pittoresques constitués de conglomérat offre des points de vue surplombants. La vue panoramique sur le val de Meurthe depuis la Roche Saint-Martin s'avère à cet égard particulièrement intéressante.
  Col de Saales 556 m
 Provenchères-sur-Fave 408 m
 Roche d'Ormont
 Col du Chariot 888 m
  Roche du Sapin sec 902 m
 Roche des Fées 743 m
 Saint-Dié-des-Vosges 360 m
  La Roche Saint-Martin 601 m
 Rougiville 358 m
 Roche Pierre Trois Jambes 638 m
 Col du Haut Jacques 606 m
 Le Bihay